# Oxytropis kusnetzovii
Oxytropis kusnetzovii är en ärtväxtart som beskrevs av Porphyriy Nikitich Krylov och Steinb. Oxytropis kusnetzovii ingår i släktet klovedlar, och familjen ärtväxter. Inga underarter finns listade i Catalogue of Life.